# 北庙水库
北庙水库也称北庙湖，是中国云南省保山市隆阳区境内的一座中型水库，位于城区北部板桥镇东河上，距城区20千米。水库始建于1958年，1962年投入运行，之后经过多次加固扩建。水库本区集水面积119平方千米，正常蓄水位1778.70米，总库容7350万立方米。主坝为均质土坝，最大坝高73米，坝顶长280米，坝顶宽度8米。北庙水库是一座多年调节水库，具有灌溉、防洪、发电、城市供水等功能。水库可以灌溉保山坝区9400公顷农田，2005年提供农业灌溉用水6097万立方米，工业用水400万立方米，城市生活用水110万立方米。保护保山坝区及下游沿岸能够经历100年一遇洪水。坝后电站装机容量2×1250千瓦，年发电量350万千瓦时。水库正常水位时，水面面积3.01平方千米，水面分为东西两部分，东部水面宽阔，西部湖湾发育，中间有杭瑞高速公路穿过。北庙湖水利风景区于2006年被批准为国家级水利风景区。北庙水库于2012年被公布为第二批保山市文物保护单位。